# Orkaan Vince

Orkaan Vince ten zuidoosten van de Azoren

Orkaan Vince was een orkaan die zich ontwikkelde in het noordoostelijk Atlantisch bekken tijdens het Atlantisch orkaanseizoen van 2005. De storm ontwikkelde zich boven water dat aanvankelijk te koud werd geacht voor het ontstaan van een orkaan. Het was de twintigste tropische cycloon en twaalfde orkaan van een extreem actief seizoen.
Storm Vince vormde zich zeer snel maar loste uiteindelijk ook snel weer op. De hoogst gemeten windsnelheden waren 120 km/h en materiële schade was minimaal.

## Ontwikkeling
Op 8 oktober maakte Vince de overstap van een Frontale depressie naar een Subtropische cycloon ten zuiden van de Azoren. Het National Hurricane Center in Miami gaf de storm vervolgens een dag later zijn naam, kort voordat de storm zich ontwikkelde tot een orkaan. Reeds boven zee nam de storm in kracht af dankzij een westenwind. De storm ging 11 oktober aan land op het Iberisch Schiereiland en was daarmee de eerste orkaan die Portugal en Spanje raakte sinds 1842. Ten tijde van het aan land gaan was de storm echter dermate in kracht afgenomen dat hij weer ge-declassificeerd tot tropische depressie. Eenmaal boven land bracht Vince veel regen maar nam hij ook snel verder in kracht af. De restanten van de storm verplaatsen zich ten slotte over de Middellandse Zee waar Vince oploste.